# Kościół Matki Bożej Nieustającej Pomocy w Grajewie
Kościół pw. MB Nieustającej Pomocy w Grajewie – rzymskokatolicki kościół położony w dekanacie Grajewo w diecezji łomżyńskiej.

## Historia

### Budowa kościoła
W związku z rozpoczętą budową na terenie parafii pw. Trójcy Przenajświętszej wielotysięcznego osiedla Grajewo – Południe w latach 70. XX wieku, zaszła konieczność budowy nowego kościoła. Zadania tego podjął się ks. Stanisław Łatwajtys, który w dniu 1 września 1984 r. dekretem ks. biskupa dr Juliusza Paetza został skierowany w celu stworzenia samodzielnego ośrodka duszpasterskiego. Decyzja władz państwowych na budowę tymczasowej kaplicy została wydana 18 maja 1987 r. W dniu 5 czerwca 1988 roku rozpoczęto pracę przy budowie kościoła i plebanii, którą oddano do użytku w roku 1990. Projekt kościoła wykonał prof. Tadeusz Zipser z Wrocławia

Ks. bp łomżyński Juliusz Paetz w dniu 27 czerwca 1989 r. erygował parafię pw. MB Nieustającej Pomocy, a w jej granicach znalazła się nowo budowana świątynia.
24 września 1989 roku podczas uroczystej mszy św o godz. 14:30 ks. bp Juliusz Paetz Ordynariusz łomżyński w obecności licznie zgromadzonego duchowieństwa i mieszkańców Grajewa dokonał wmurowania kamienia węgielnego, poświęconego przez Ojca świętego podczas III pielgrzymki do Ojczyzny w 1987 r. W dniu 29 października 1997 r. ks. bp Stanisław Stefanek pobłogosławił nowy kościół i przeniósł Najświętszy Sakrament z drewnianej kaplicy do nowego kościoła.
Świątynia została konsekrowana 1 października 2000 r. przez ordynariusza łomżyńskiego Stanisława Stefanka w obecności ks. bp Tadeusza Zawistowskiego biskupa pomocniczego diecezji, ks. bp Wojciecha Ziemby z diecezji ełckiej, jednocześnie w ołtarzu umieszczono relikwiami świętych męczenników Klemensa i Sykstusa. W roku 2001 odsłonięty został pomnik Papieża Jana Pawła II i poświęcony przez ks. bp Stanisława Stefanka.

### Rys architektoniczny
Kościół murowany został zbudowany w latach 1988–2000 na osiedlu Południe przy ul. Wojska Polskiego 98.

## Msze św.
Msze święte odbywają się;
- w niedzielę: 7.30, 9.30, 11.30, 14.30, 17.00,
- w dzień powszedni: 7.00, 17.00.

Odpusty;
- 27 czerwca – MB Nieustającej Pomocy,
- 18 września – św. Stanisława Kostki.